# Löhr-Center
Das Löhr-Center ist ein Einkaufszentrum in der Innenstadt von Koblenz. Es wurde 1984 nördlich an die Herz-Jesu-Kirche angrenzend eröffnet. Betreiber des Löhr-Centers ist die ECE Group, welche auch das Forum Mittelrhein auf dem Koblenzer Zentralplatz betreibt.

## Beschreibung
Rund 32.000 m² Verkaufsfläche auf drei Ebenen werden genutzt von 130 Fachgeschäften im Schwerpunkt aus den Bereichen Mode, Textilien und Accessoires sowie einem Supermarkt, einer Buchhandlung, Dekorationsgeschäften, einem Drogeriemarkt, einer Parfümerie, diversen Arztpraxen und Anwaltskanzleien und mehreren Restaurants und Cafés sowie einem Nagelstudio und zwei Frisörsalons. Für Besucher stehen drei Parkebenen mit 1.400 Stellplätzen zur Verfügung. Außerdem befindet sich am Löhr-Center der Bahnhaltepunkt Koblenz Stadtmitte, der von fünf Regionalbahn-/ Regionalexpresslinien angefahren wird, sowie der Busbahnhof Bahnhof Stadtmitte/Löhr Center mit allen wichtigen Busverbindungen in die Region. Im Einzugsgebiet des Einkaufszentrums leben etwa 862.000 Menschen.

## Geschichte
Das Löhr-Center steht in einem Gebiet, das bei den schweren Luftangriffen im Zweiten Weltkrieg weitgehend zerstört wurde. Auf dem Areal befand sich die Eisenbahnkaserne des Feldartillerieregiments Nr. 23. Ein Gebäude des ehemaligen preußischen Proviantmagazins hatte dort den Krieg überstanden. Es wurde nach einem Brand 1969 abgerissen. Das Areal, direkt neben der Herz-Jesu-Kirche gelegen, wurde danach nur noch als Parkplatz genutzt. Die große Fläche bot sich für den Bau des ersten großen innerstädtischen Einkaufszentrums an.
Nach Bau der Hohenfelderstraße 1969 wurde der Grundstein dazu am 16. September 1982 gelegt. Das Löhr-Center eröffnete am 23. Februar 1984 und war damals eines der ersten Einkaufszentren dieser Art in Deutschland. In den Jahren 1993 bis 1994 wurde es baulich erweitert und optimiert. In den Jahren 2006 bis 2008 wurde die Beleuchtung geändert, und zahlreiche andere Renovierungsmaßnahmen wurden getroffen.
Zur Bundesgartenschau 2011 wurde direkt hinter dem Löhr-Center an der linken Rheinstrecke gelegen der Haltepunkt Koblenz Stadtmitte eröffnet.
Nachdem der Ankermieter Globus das Löhr Center Anfang 2015 verlassen hatte, wurde die zweigeschossige Ladenfläche aufgeteilt. Im 1. Obergeschoss bezog Rewe als neuer Ankermieter die komplett sanierte Fläche. Anfang 2016 wurde Zara als neuer Mieter für die Fläche im Erdgeschoss bekannt gegeben. Außerdem wurde ein umfangreiches Refurbishment für das komplette Löhr Center angekündigt. Es wurde von den umfangreichsten Umbauarbeiten seit Eröffnung des Centers gesprochen. Die Fertigstellung erfolgte nach der Investition von 33 Mio. € im Frühjahr 2017.

## Galerie

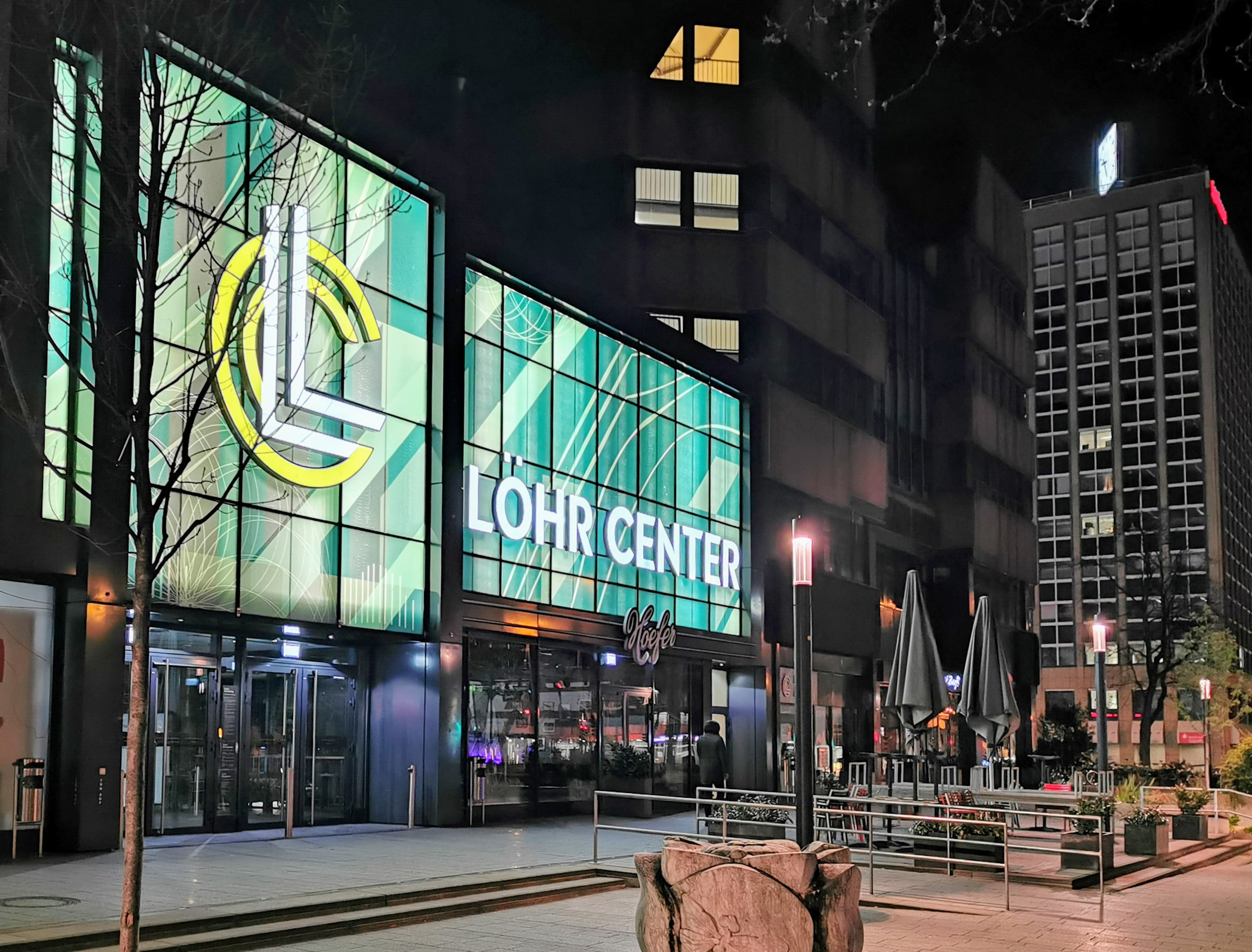
Vordereingang nach dem Umbau
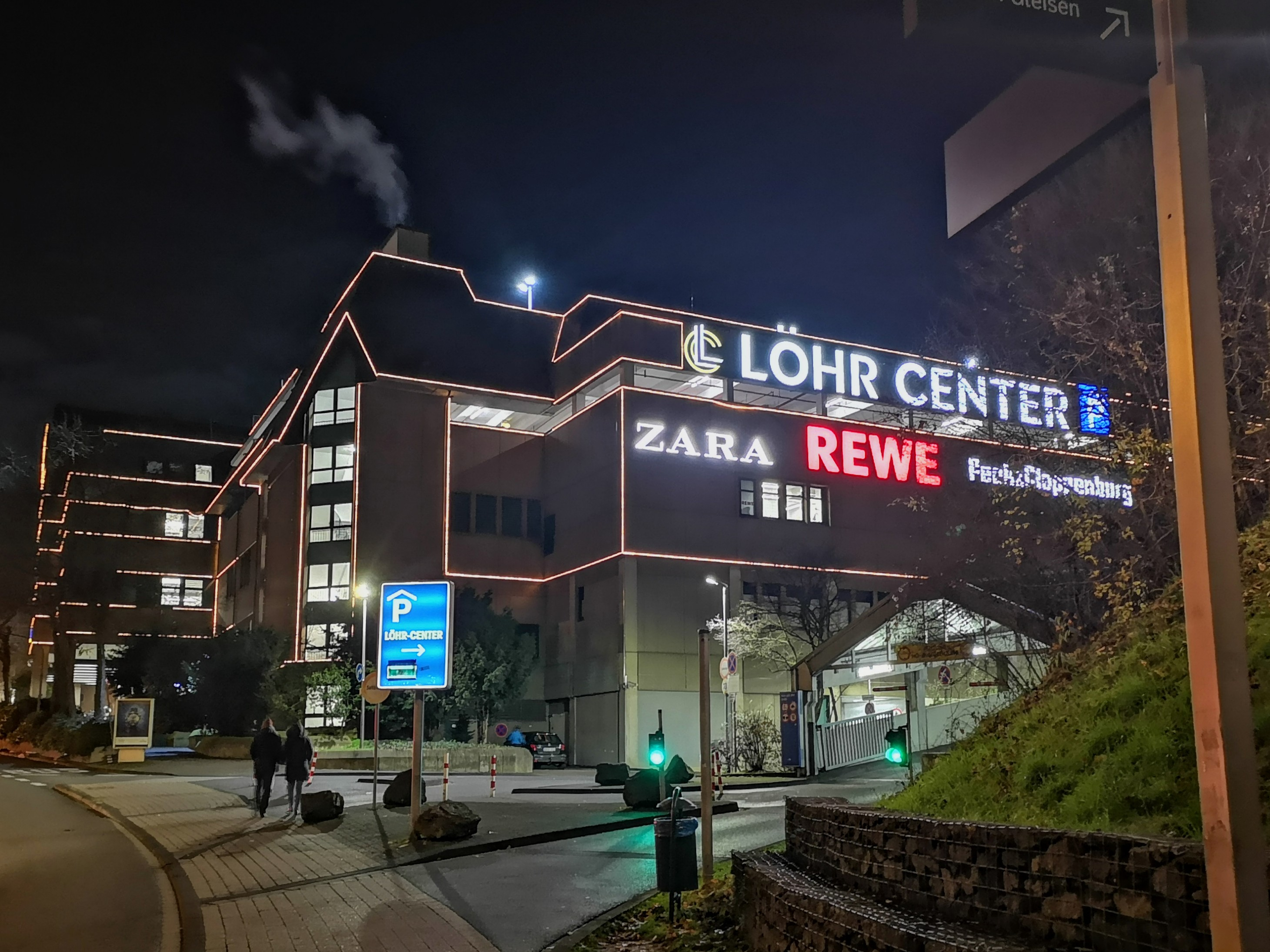
Löhr-Center (Nachtaufnahme Dezember 2019)
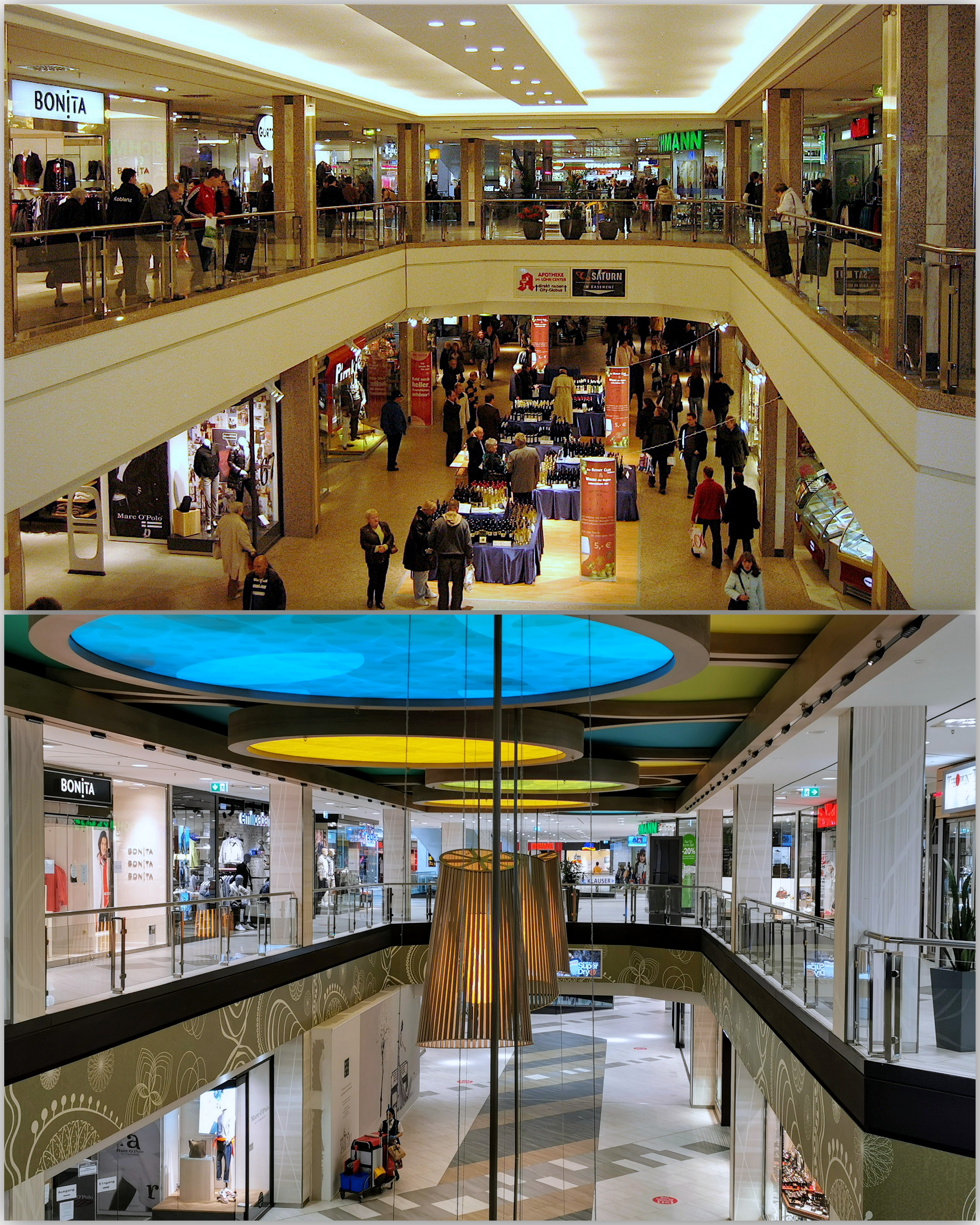
Innenansicht des Löhr-Centers (Vergleich 2007 und 2020)
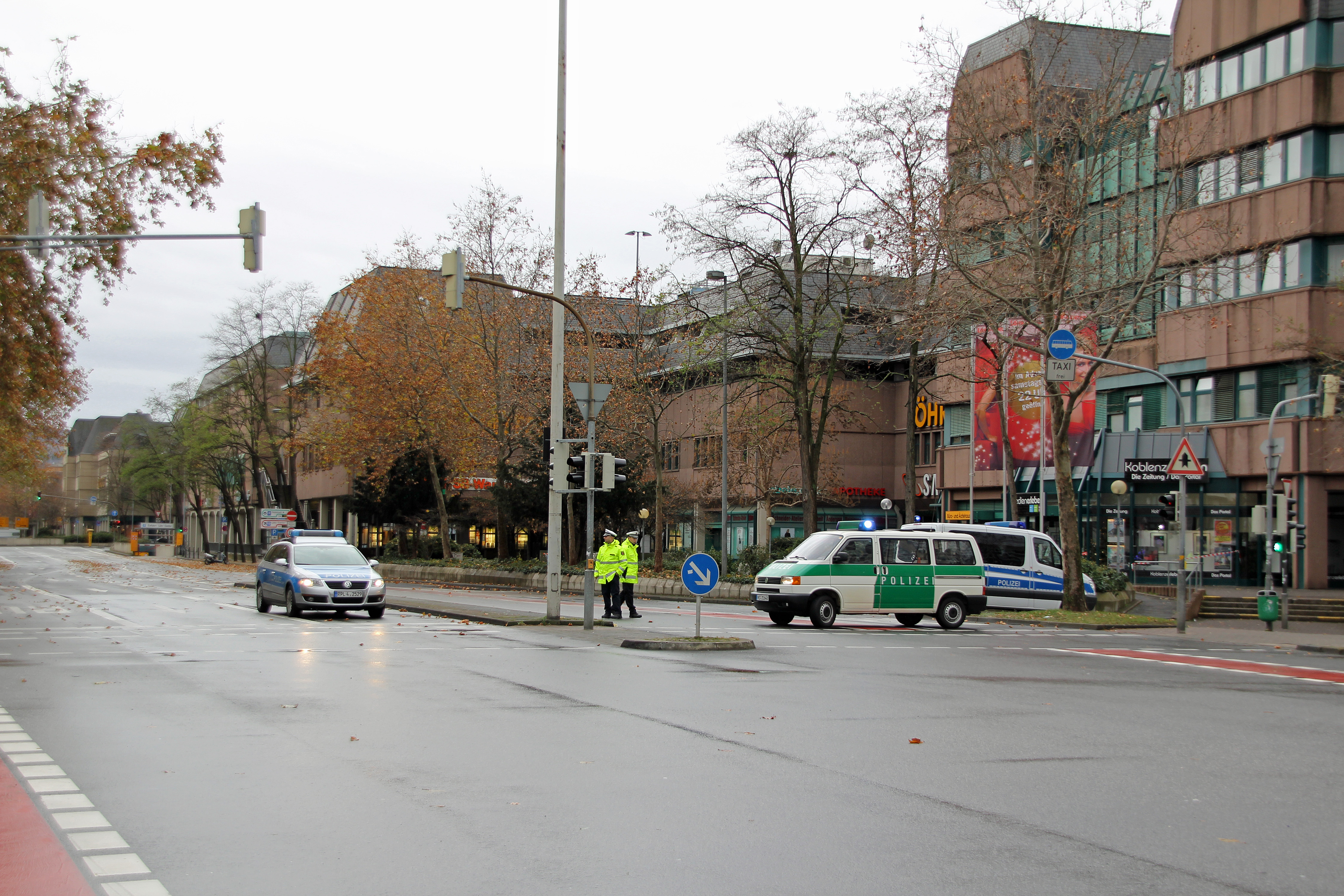
Evakuierung in Koblenz am 4. Dezember 2011: Straßensperren am Löhr-Center